# Zdenko Verdenik
Zdenko Verdenik (nacido el 2 de mayo de 1949) es un entrenador esloveno de fútbol.
Dirigió en equipos como el NK Olimpija Ljubljana, FK Austria Viena, JEF United Ichihara, Nagoya Grampus Eight, Vegalta Sendai y Omiya Ardija. Además entrenó a selección de fútbol de Eslovenia (1994–1997).

## Clubes

### Como entrenador
| Club                             | País      | Año       |
| -------------------------------- | --------- | --------- |
| NK Olimpija Ljubljana            | Eslovenia | 1984-1985 |
| Selección de fútbol de Eslovenia | Eslovenia | 1994-1997 |
| NK Olimpija Ljubljana            | Eslovenia | 1995      |
| FK Austria Viena                 | Austria   | 1998-1999 |
| JEF United Ichihara              | Japón     | 2000-2001 |
| Nagoya Grampus Eight             | Japón     | 2002-2003 |
| Vegalta Sendai                   | Japón     | 2003-2004 |
| Omiya Ardija                     | Japón     | 2012-2013 |